# TNNT3
TNNT3 (англ. Troponin T3, fast skeletal type) – білок, який кодується однойменним геном, розташованим у людей на короткому плечі 11-ї хромосоми. Довжина поліпептидного ланцюга білка становить 269 амінокислот, а молекулярна маса — 31 825.
| 10         |  | 20         |  | 30         |  | 40         |  | 50         |
| ---------- |  | ---------- |  | ---------- |  | ---------- |  | ---------- |
| MSDEEVEQVE |  | EQYEEEEEAQ |  | EEAAEVHEEV |  | HEPEEVQEDT |  | AEEDAEEEKP |
| RPKLTAPKIP |  | EGEKVDFDDI |  | QKKRQNKDLM |  | ELQALIDSHF |  | EARKKEEEEL |
| VALKERIEKR |  | RAERAEQQRI |  | RAEKERERQN |  | RLAEEKARRE |  | EEDAKRRAED |
| DLKKKKALSS |  | MGANYSSYLA |  | KADQKRGKKQ |  | TAREMKKKIL |  | AERRKPLNID |
| HLGEDKLRDK |  | AKELWETLHQ |  | LEIDKFEFGE |  | KLKRQKYDIT |  | TLRSRIDQAQ |
| KHSKKAGTPA |  | KGKVGGRWK  |  |            |  |            |  |            |

A: Аланін

D: Аспарагінова кислота

E: Глутамінова кислота

F: Фенілаланін

G: Гліцин

H: Гістидин

I: Ізолейцин

K: Лізин

L: Лейцин

M: Метіонін

N: Аспарагін

P: Пролін

Q: Глутамін

R: Аргінін

S: Серин

T: Треонін

V: Валін

W: Триптофан

Кодований геном білок за функціями належить до м'язових білків, фосфопротеїнів. 
Задіяний у таких біологічних процесах, як ацетилювання, альтернативний сплайсинг. 